# Wadochowice
Wadochowice (německy Wiesenthal) je vesnice v Dolnoslezském vojvodství v Polsku. Je součástí městsko-vesnické gminy  Ziębice v okrese Ząbkowice Śląskie. Leží přibližně 8 km severně od města Ziębice.